# Michel Holley
Pour les articles homonymes, voir Holley.
Michel Holley, né le 21 novembre 1924 à Düsseldorf et mort le 16 mars 2022 à Paris,,, est un architecte français. Il est actif à Paris dans les années 1950 à 1970. Il a joué un rôle de premier plan dans la construction de tours d'habitation à Paris.

## Biographie
Issu d'une famille de militaires bretons, il naît à Düsseldorf en 1924. Il s'inscrit à l’école des Beaux-Arts de Paris, dans l’atelier d’Otello Zavaroni en octobre 1945. En 1954 il est élu Grand Massier.
Au retour d'un voyage aux États-Unis, cet admirateur de Le Corbusier revient persuadé que l'on ne doit plus seulement concevoir des habitations, mais des ensembles de fonctions, c'est-à-dire reconstruire des villes avec des habitations qui possèdent toutes les fonctionnalités nécessaires aux résidents. Cette conception globale donne naissance à « l'urbanisme vertical ».
En 1957, Michel Holley participe, sous la direction de Raymond Lopez, à l'élaboration d'une enquête sur les rénovations urbaines à mener à Paris. Cette enquête, qui définit des secteurs « mal utilisés » à reconstruire, servira de fondement aux grandes opérations des années 1960 et 1970, dans lesquelles Michel Holley jouera l'un des principaux rôles.
Responsable avec Raymond Lopez du projet Front de Seine, dans le 15e arrondissement, il y applique son principe de « zoning vertical », inspiré de la Charte d'Athènes de Le Corbusier : la construction de tours sur dalle permet de séparer la circulation (en sous-sol) des espaces de travail (au niveau de la dalle) et des lieux d'habitation (en hauteur).
En 1960, il rencontre Georges Valbon qui est à l'époque le maire-adjoint à l'urbanisme à Bobigny et souhaite reconstruire le centre-ville vétuste. En 1964, Bobigny est désignée préfecture du département tout nouvellement créé de Seine-Saint-Denis en raison de sa centralité et son importante disponibilité de terrains. Michel Holley et Georges Valbon (devenu maire en 1965) vont s'atteler à transformer Bobigny d'une modeste ville ouvrière à une ville nouvelle et moderne, digne de son nouveau rang de capitale départementale.

« Un soir, je vais dîner chez Georges Valbon et je suis tout de suite séduit par sa personnalité extraordinaire. Nous avions le même âge, nous avons en commun la Résistance et nous intéressons tous les deux à l'art, la peinture, la littérature. Je traduisais les besoins en chiffres. Il me disait par exemple : il y a cent hectares, qu'est-ce qu'on peut faire ? Je calculais avec les normes, les densités et je disais : "Cela fais dans les 4000 - 5000 logements". Et puis, pour tout ce qui manquait - ma mairie, les écoles - on a rajouté des lignes. À moi, avec ça de faire une ville. Car il me l'a très nettement dit Bobigny était un village qui voulait devenir une ville. »

— Bonjour Bobigny, 2010

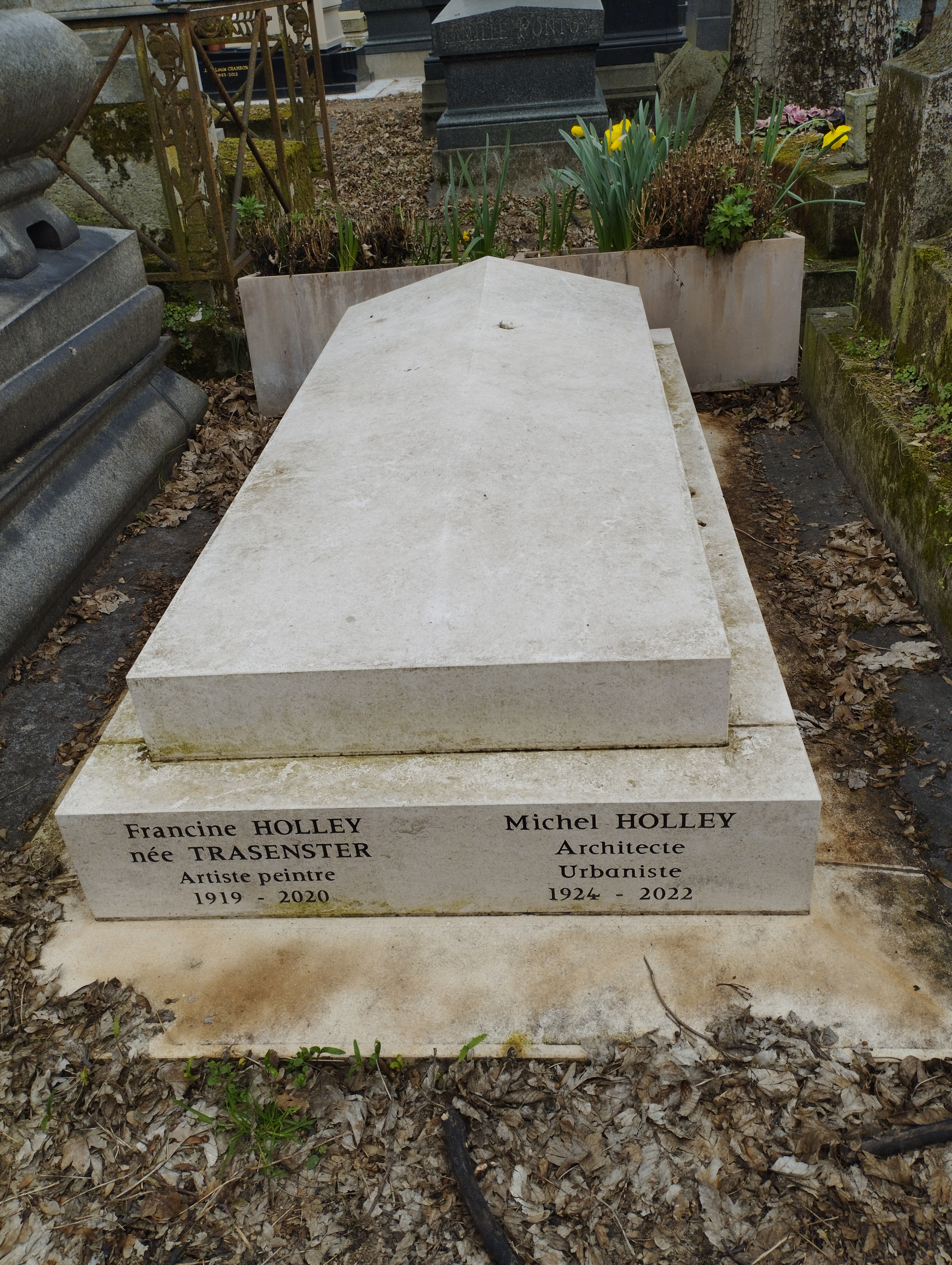
Tombe de Michel et Francine Holley au cimetière du Père-Lachaise (division 86).

Michel Holley dirige également l'opération Italie 13 qui devait couvrir de tours l'ensemble du quartier allant de la place d'Italie aux boulevards des Maréchaux. Sa réalisation la plus aboutie demeure le quartier sur dalle des Olympiades, où il utilise des techniques de construction en série brevetées. Il ne parvient toutefois pas à faire construire le projet majeur de la tour Apogée, qui devait atteindre 200 mètres de hauteur au bord de la place d'Italie. Et il déclare à propos de l'absence d'espace vert : « Les surfaces d’espace vert, il n’y en a pas. Ce n’est pas urbain. La ville n’est pas destinée à être un espace vert. ».

## Ouvrage
- Urbanisme vertical et autres souvenirs, Somogy éditions d'art, 27 avril 2012, 143 p. (ISBN 2757205242)[5].

## Quelques réalisations
- Front de Seine
- Cité Villette
- Tour La Villette
- Plan d'ordonnancement de l'opération Italie 13 ; architecte de nombreuses tours, dont la tour Antoine-et-Cléopâtre[7].
- Centre-ville de Bobigny